# Садове (Адигея)
Садове (рос. Садовое; адиг. Чъыгхат) — село Красногвардійського району Адигеї Росії. Входить до складу Садовського сільського поселення.
Населення — 1374 особи (2015 рік).